# 12e cérémonie des European Film Awards
La 12e cérémonie des prix du cinéma européen (12th European Film Awards), organisée par l'Académie européenne du cinéma, a eu lieu à Berlin le 4 décembre 1999 et a récompensé les films réalisés dans l'année.

## Palmarès

### Meilleur film
Tout sur ma mère
- Moloch
- Rosetta
- Sunshine
- Mifune
- Coup de foudre à Notting Hill
- Fucking Åmål
- The War Zone

### Meilleur acteur
Ralph Fiennes - Sunshine
- Götz George - Nicht als die Wahrheit
- Philippe Torreton -  Ça commence aujourd'hui
- Ray Winstone - The War Zone
- Anders W. Berthelsen - Mifune
- Rupert Everett - Un mari idéal

### Meilleure actrice
Cecilia Roth - Tout sur ma mère
- Nathalie Baye - Une liaison pornographique
- Émilie Dequenne - Rosetta
- Penélope Cruz - La Fille de tes rêves
- Iben Hjejle - Mifune

### Meilleur scénariste
István Szabó et Israël Horovitz - Sunshine

### Meilleur directeur de la photographie
Lajos Koltai - La Légende du pianiste sur l'océan et Sunshine

### Meilleur film documentaire
Buena Vista Social Club de Wim Wenders

### Prix du public de la meilleure actrice
Catherine Zeta-Jones pour Haute Voltige

### Prix du public du meilleur acteur
Sean Connery pour Haute Voltige

### Discovery of the Year
The War Zone de Tim Roth

### Lifetime Achievement Award
Ennio Morricone